# Chlorops ruficeps
Chlorops ruficeps är en tvåvingeart som beskrevs av Johann Wilhelm Meigen 1830. Chlorops ruficeps ingår i släktet Chlorops och familjen fritflugor.
Artens utbredningsområde är Tyskland. Inga underarter finns listade i Catalogue of Life.